# Warwick Banks
Forrester William Warwick Banks (Spalding, 12 luglio 1939) è un ex pilota automobilistico britannico, vincitore del campionato ETCC 1964.

## Carriera
Nella sua carriera ha una gara nella Formula 3 britannica a bordo di una monoposto della scuderia Tyrrell Racing negli anni '60 ed è stato compagno di squadra di Jackie Stewart durante la sua prima stagione nel 1964. A bordo di una Mini Cooper ha vinto l'European Touring Car Championship nel 1964 ed è arrivato secondo assoluto al British Saloon Car Championship nel 1965.

## Palmarès
- Campionato europeo turismo 1964 su  BMC Mini Cooper S